# Міський театр Клагенфурта

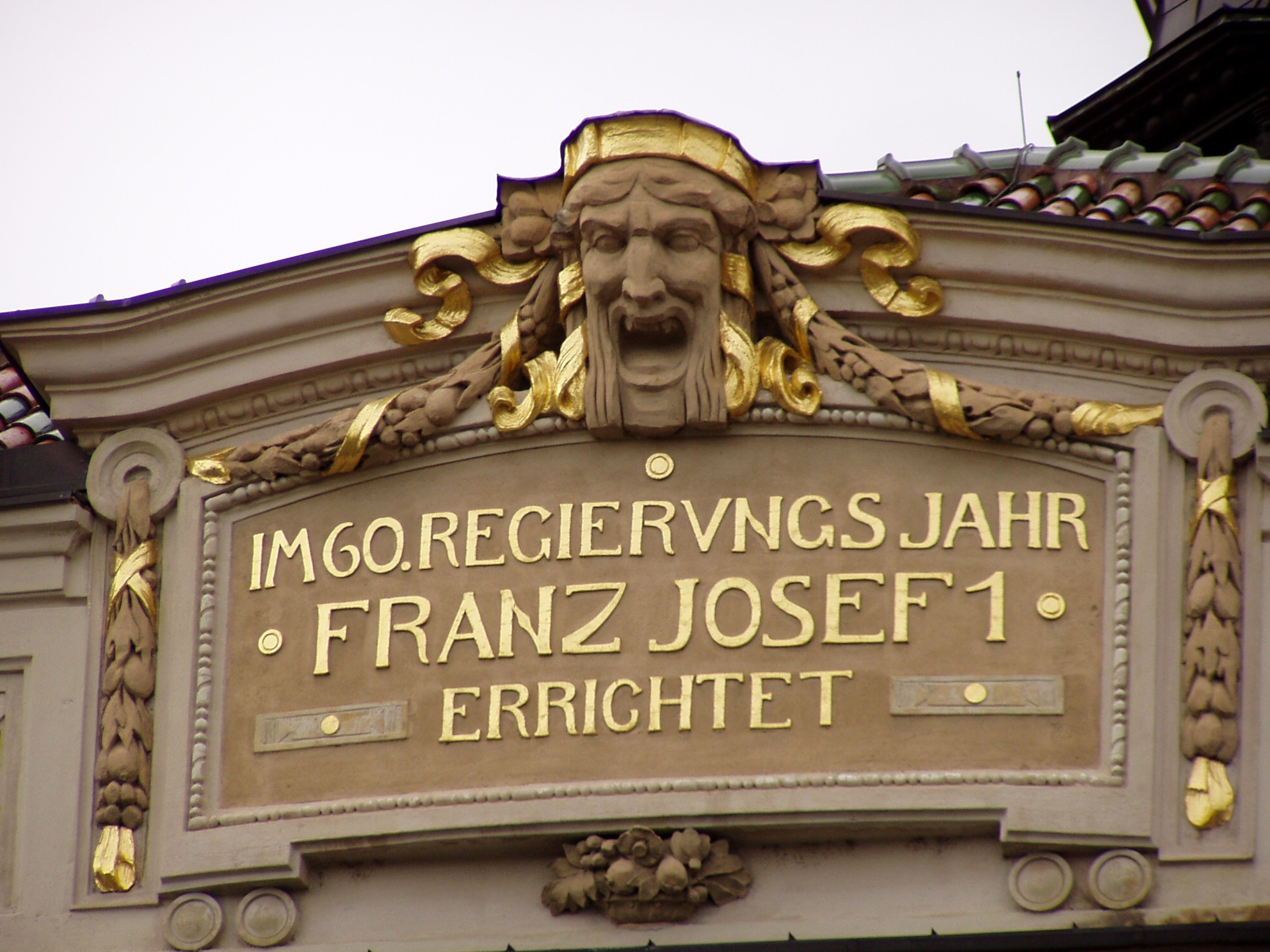
Пам'ятна таблиця з нагоди відкриття театру в 1910 році

Міський театр Клагенфурта (нім. Stadttheater Klagenfurt) — міський театр у шостому за величиною місті Австрії, федеральної землі Каринтія. 2010 року театр відзначив свій столітній ювілей.

## Історія будівлі
На місці сучасного міського театру для аристократії в 1605—1620 роках був побудований дерев'яний Бальний зал (Ballhaus). Поступово в залі почали виступати дедалі більше італійських митців, які на шляху з Венеції до Відня зупинялися в Клагенфурті. Переродження зали для танців у театр завершилося в 1737 році. У залі клагенфуртського театру не було лож, а тільки три галереї і небагато місць у партері. Наприкінці XVIII століття крім аристократів театр почали відвідувати представники інтелігенції, військові, державні службовці та багаті купці.
У 1811 році на місці дерев'яної будівлі була побудована кам'яна, яку тепер називають «Старим театром» (Altes Theater). Після великої пожежі в кінотеатрі Відня дерев'яні частини Старого театру Клагенфурта були замінені залізними конструкціями. Зацікавлення до театру зростало, з'явилася власна театральна критика.

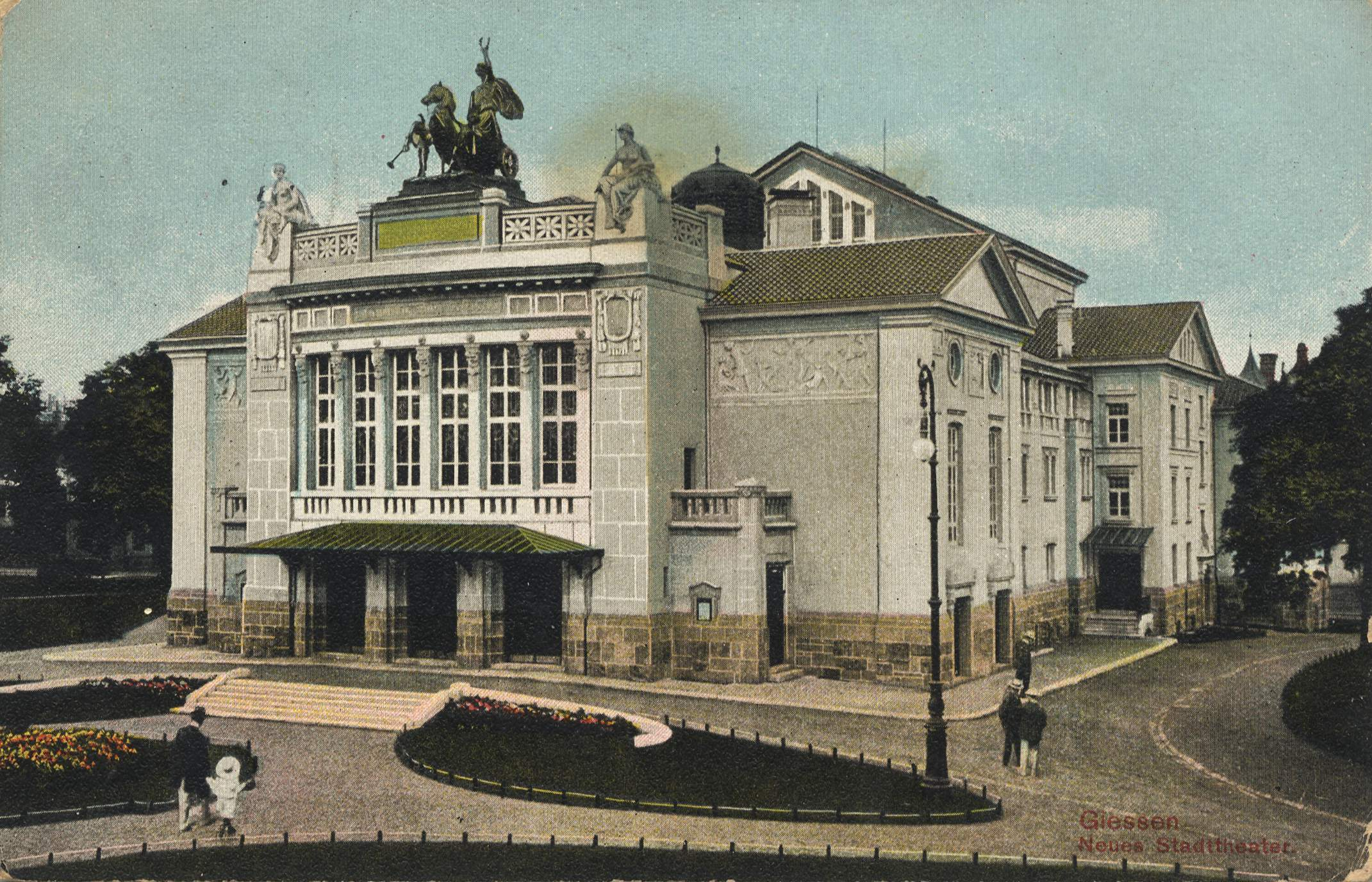
Театр у Гісені

Церемонія закладання першого каменю «Нового театру» (Neue Theater) відбулася в 1908 році в рамках великої ювілейної кампанії — шістдесятиріччя імператора Франца Йосипа І. Будівлю спроєктувало віденське архітектурне Бюро Фельнера і Гельмера як майже ідентичну копію міських театрів у містах Гіссен та Яблонець-над-Нисою, які збудували у 1906 та 1907 роках.

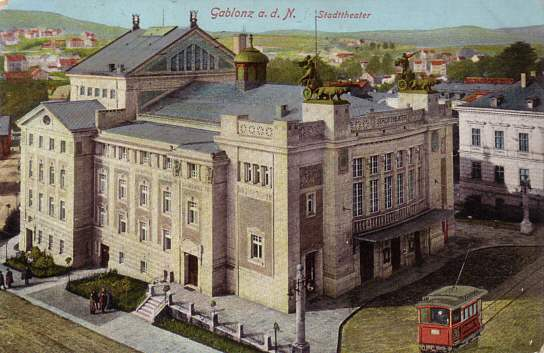
Театр у Яблунці-над-Нисою

Новий міський театр був відкритий 22 вересня 1910 року з назвою «Імператор Франц Йосип І. Ювілейний театр». Він був побудований у вільному стилі ампір і містив 996 місць.
У 60-х роках ХХ століття будівля театру зазнала модернізації, зменшилася кількість стоячих місць і розширилася сцена. У 1996—1998 роках з тильної сторони театру було добудоване сучасне крило за проєктом австрійського архітектора Гюнтера Доменіга. Тепер загальна площа театру становить приблизно 14 000 м².

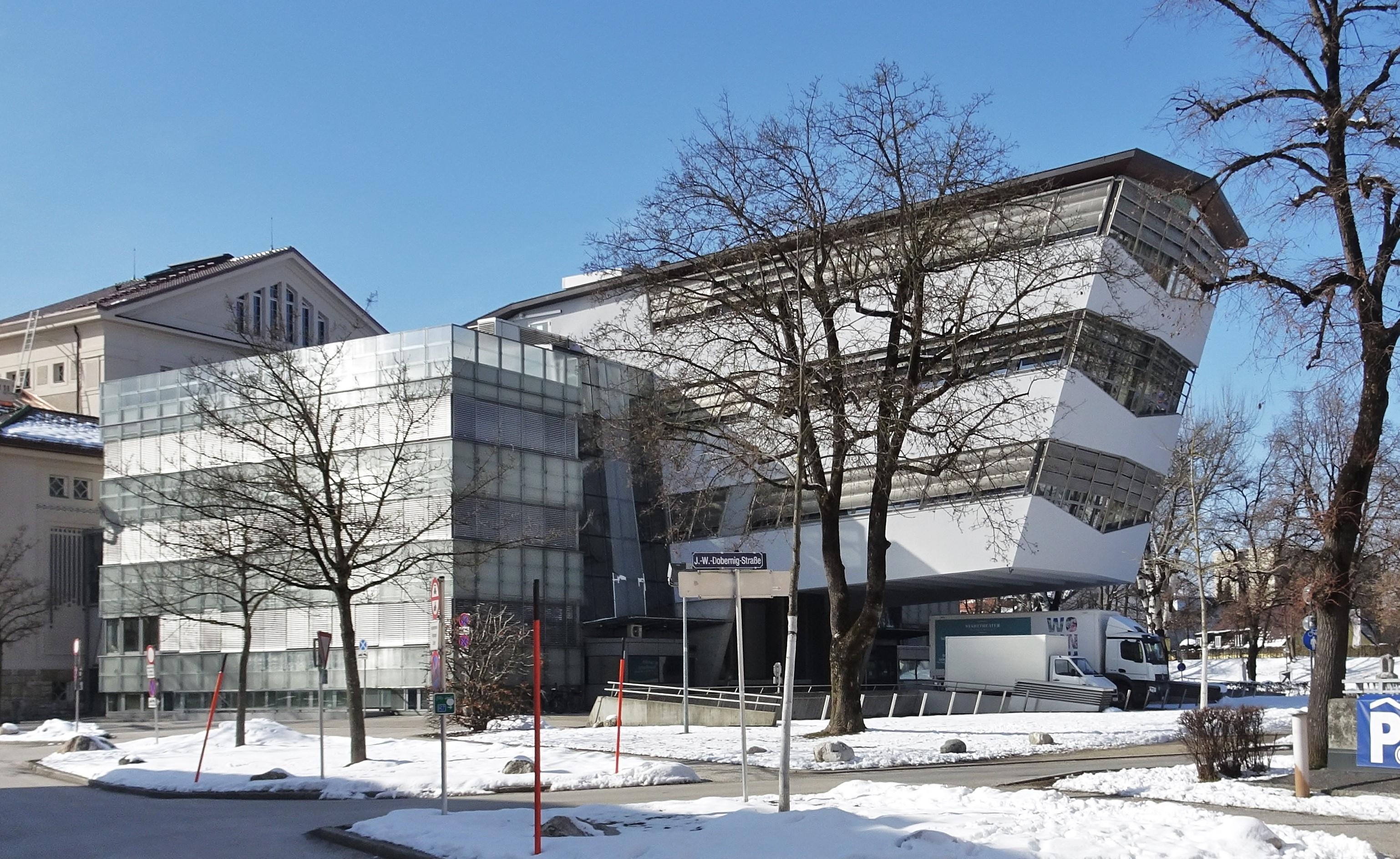
Добудоване крило Гюнтера Доменіга. 2018

## Репертуар театру

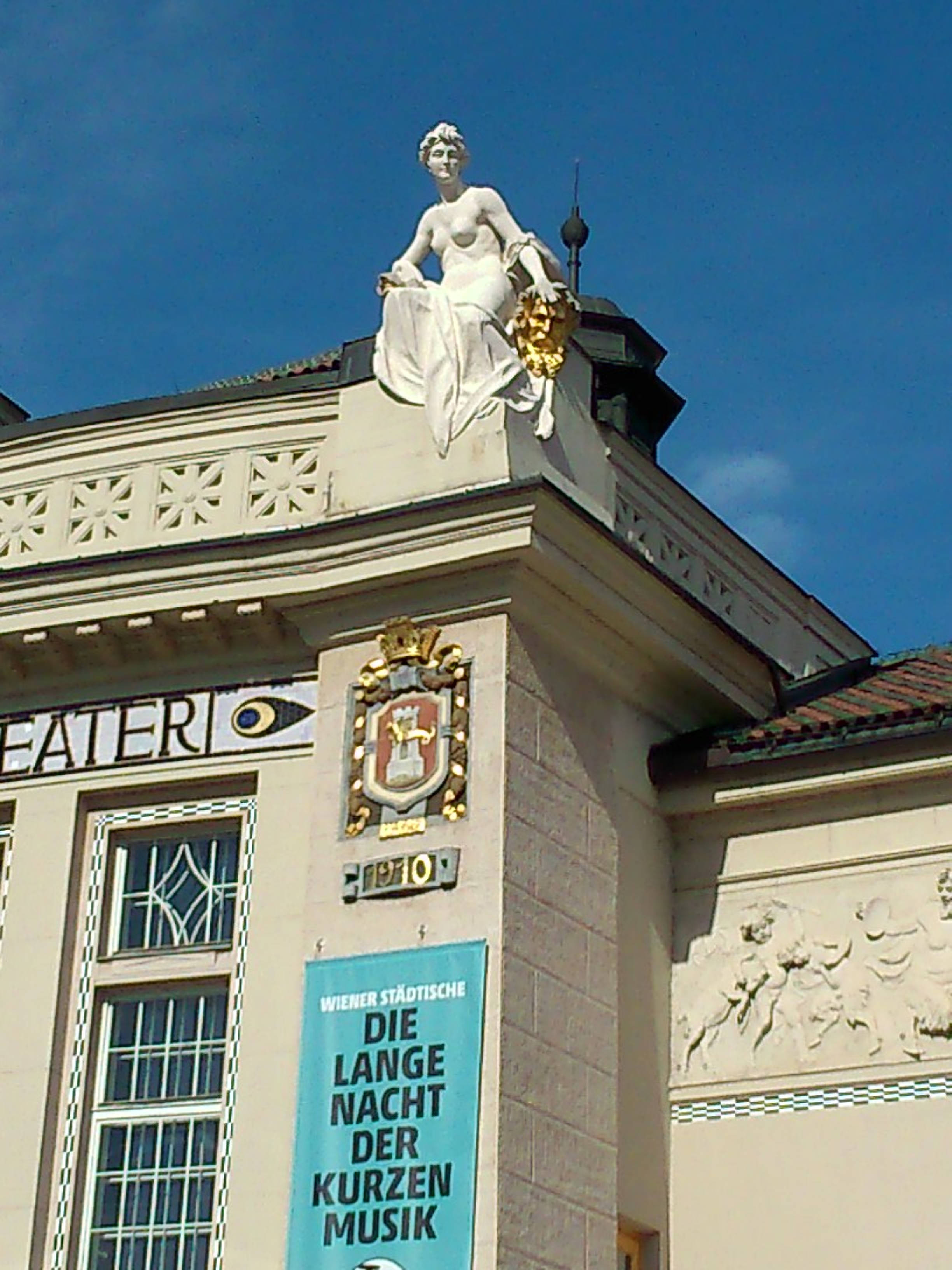
2015

Річний бюджет театру становить майже 17 мільйонів євро. У будинку працює 270 співробітників, а також близько 100 запрошених артистів. Театр нараховує 100 000 відвідувачів за рік.
Під час кожного театрального сезону на сцені міського театру Клагенфурта можна побачити близько 200 вистав, у яких беруть участь близько 270 сталих працівників театру та 90 гостей. Тут ставлять опери та балети, оперети, мюзикли, працює розмовний театр. У неділю відбуваються камерні концерти за участю музикантів Каринтського симфонічного оркестру та членів театрального хору. Театральні декорації та костюми акторів виготовляються у власних майстернях театру.
У 2003, 2006, 2011 та 2018 роках міський театр Клагенфурта здобував призи в різних категоріях театральної премії імені Йогана Нестроя (1801—1862), австрійського драматурга-комедіографа, комедійного актора та оперного співака, який працював у театрах Брно, Граца, Братислави та Львова. Зокрема преміями в різних номінаціях були нагороджені: Мартін Кушей, Бернд Ліпольд-Моссер, Міхаель Мертенс, Міхаель Шоттенберг та Мартін Зегетгрубер.
У театрі діють два молодіжні театральні клуби, відбуваються екскурсії, працює комплексна театральна освітня програма для дітей та підлітків.
У листопаді 2019 року новим директором Клагенфуртського міського театру був представлений німецький оперний режисер Арон Штіль. Він замінив колишнього директора Флоріана Шольца, який перейшов до Концертного театру Берна. У лютому 2021 року Ніколас Мілтон був представлений як наступник Ніколаса Картера на посаді головного диригента Каринтійського симфонічного оркестру, що базується в Міському театрі Клагенфурта з сезону 2021/2022. Сезон 2021/2022 відкрили 7 листопада 2021 оперою «Валькірія» Ріхарда Вагнера. Уперше за 50 років «Перстень Нібелунга» знову поставлять у Клагенфуртському державному театрі.

## Українські митці в театрі Клагенфурта
- На сцені театру у 2012/2013 театральному сезоні виступала українська оперна співачка Софія Соловій. Вона співала партію сопрано Електри — дочки царя Агамемнона в опері Вольфганга Амадея Моцарта «Ідоменей».[12][13]
- Тарас Кузьмич, баритон. Багаторічний соліст оперних сцен України та Польщі. Виступав у Київській та Львівській філармоніях, театрах Кракова, Варшави, Ґданська, Бидгоща та Білостоку. З сезону 2018/19 — артист хору театру Клагенфурта.
- Тетяна Прибура, фортепіано, сольний спів. Закінчила Київське музичне училище імені Глієра як піаністка, а також Музичну академію м. Штутгарт (Німеччина). Ще під час навчання розпочала кар'єру сольної співачки, виступаючи з численними концертами в Німеччині, Швейцарії та Росії. Співпрацювала з Штутгартською державною оперою" та «Штутгартським театром Вільгельма». З сезону 2012/13 — артистка хору театру в Клагенфуртi, на сцені якого також часто виконує різноманітні сольні партії.
- Леся Алексеєва, провідне сопрано Національної опери України. Випускниця хорового відділення Національної музичної академії імені Чайковського та вокального відділення Музичної академії міста Грац (Австрія).
- Олена Пруша. З 2017 року працює в хорі театру Клагенфурта.